# Nya Zeeland i olympiska sommarspelen 1936
Nya Zeeland deltog med sju deltagare vid de olympiska sommarspelen 1936 i Berlin. Totalt vann de en guldmedalj.

## Medalj

### Guld
- Jack Lovelock - Friidrott, 1 500 meter.